# MATE (spațiu de lucru)
MATE (/ˈmɑːteɪ/) este un Mediu desktop compus din programe libere cu sursă deschisă care rulează pe sistemele de operare Linux și BSD . Un utilizator argentinian al Arch Linux a început proiectul MATE pentru a bifurca și a continua GNOME 2 ca răspuns la recepția negativă a GNOME 3, care a înlocuit bara sa de aplicații tradițională  (GNOME Panel) cu GNOME Shell. MATE își propune să mențină și să continue cea mai recentă baza de cod GNOME 2, librăriile, și aplicațiile de bază.

## Nume
MATE e numit după o plantă sud americană  yerba mate și ceaiul facut din iarba dată, mate. Numele a fost inițial toate litere majuscule ca să urmeze nomenclatura altor spații de lucru libere ca KDE și LXDE.

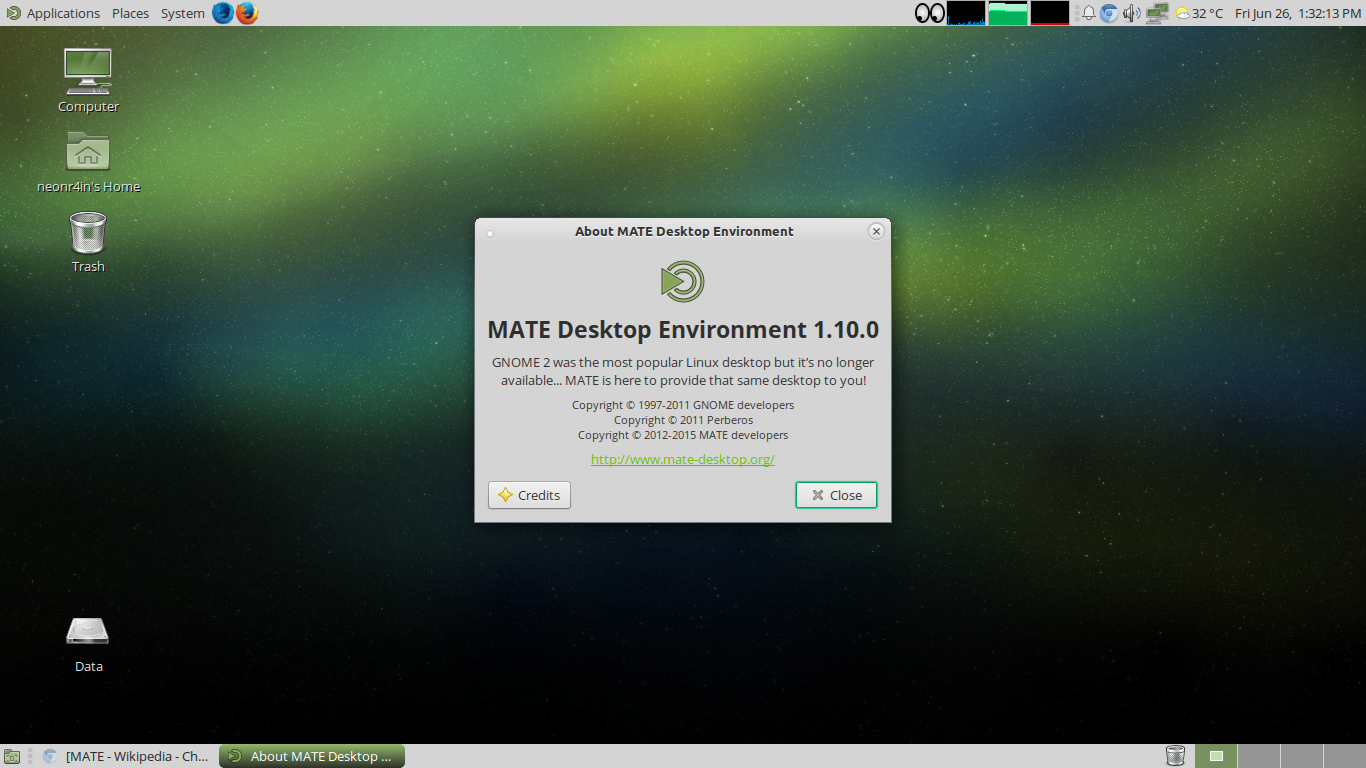
Captura de ecran a lui MATE 1.10, versiunea GTK3, pe Manjaro Linux

## Istoria
| Data       | Versiunea                     |
| ---------- | ----------------------------- |
| 2011-06-18 | Anunțat în forumul Arch Linux |
| 2011-08-19 | Lansare initială              |
| 2012-04-16 | 1.2                           |
| 2012-07-30 | 1.4                           |
| 2013-04-02 | 1.6                           |
| 2014-03-04 | 1.8                           |
| 2014-09-29 | 1.8.1                         |
| 2015-03-13 | 1.8.2                         |
| 2015-06-11 | 1.10                          |
| 2015-11-05 | 1.12                          |
| 2016-04-08 | 1.14                          |
| 2016-09-21 | 1.16                          |
| 2017-03-13 | 1.18                          |
| 2018-02-07 | 1.20                          |
| 2019-03-18 | 1.22                          |
| 2020-02-10 | 1.24                          |
| 2021-08-03 | 1.26.0                        |